# Cornélius, le meunier hurlant
Pour plus de détails, voir Fiche technique et Distribution.
Cornélius, le meunier hurlant est une comédie dramatique française réalisée par Yann Le Quellec sortie en 2017.

## Synopsis
Cornélius Blum est recraché par la mer, personnage étrange semblant avoir vécu mille vies, il se dirige avec le vent en direction d'un village perdu qui semblait l'attendre depuis longtemps. Immédiatement intronisé '' meunier'', il construit son moulin tout en haut de la falaise qui surplombe le village. Tout irait pour le mieux si le nouveau meunier n'était pas habité par une irrésistible pulsion qui le pousse à exprimer violemment ses émotions en hurlant du haut de sa falaise toutes les nuits, pulsion qui l'éloigne de sa bien aimée et lui attire les inimitiés du village...

## Fiche technique
- Titre : Cornélius, le meunier hurlant
- Réalisation : Yann Le Quellec
- Scénario : Yann Le Quellec, David Elkaïm, Jean-Luc Gaget et Gladys Marciano, d'après l'œuvre de Arto Paasilinna
- Photographie : Sébastien Buchmann
- Montage : Yann Dedet et Sandie Bompar
- Costumes : Sandrine Bernard
- Décors : Florian Sanson
- Musique : Martin Wheeler et Iggy Pop
- Producteur : Patrick Sobelman et Marc Bordure
- Production : Agat Films & Cie - Ex Nihilo
  - Coproduction : Les Films de Mon Moulin, Auvergne-Rhône-Alpes Cinéma et CN6 Productions
  - SOFICA : Indéfilms 5, LBPI 10
- Distribution : Ad Vitam Distribution
- Pays d’origine :  France
- Genre : comédie dramatique
- Durée : 107 minutes
- Dates de sortie :
  - France : 30 novembre 2017 (Belfort) ; 2 mai 2018 (en salles)
  - Suisse romande : 8 juillet 2018 (Festival international du film fantastique de Neuchâtel 2018)

## Distribution
- Bonaventure Gacon : Cornélius
- Anaïs Demoustier : Carmen
- Gustave Kervern : le Maire Cardamone
- Christophe Paou : Gazagnol
- Denis Lavant : Dr de Chomo
- Solange Milhaud : la femme de Cardamone
- Jocelyne Desverchère : Dr Aloïse
- Camille Boitel : le commis de l'épicerie
- Guillaume Delaunay : Torpido